# Luis María Atienza
Luis María Atienza Serna (ur. 30 sierpnia 1957 w Trespaderne) – hiszpański i baskijski polityk oraz ekonomista, w latach 1994–1996 minister rolnictwa.

## Życiorys
Z wykształcenia ekonomista, absolwent Universidad de Deusto w Bilbao. Kształcił się również w Nancy i Brukseli. Został nauczycielem akademickim na macierzystej uczelni. Pracował również w strukturach Wspólnot Europejskich.
Zaangażował się w działalność polityczną w ramach Hiszpańskiej Socjalistycznej Partii Robotniczej (PSOE) i jej baskijskiego oddziału (PSE-EE). W 1987 został zastępcą ministra planowania w rządzie Kraju Basków, w 1989 ministrem gospodarki i planowania w gabinecie tej wspólnoty autonomicznej, a w 1990 posłem do baskijskiego parlamentu. W 1991 przeszedł do administracji centralnej. Objął stanowisko sekretarza generalnego do spraw ustroju rolnego w resorcie rolnictwa, a w 1993 stanowisko sekretarza generalnego do spraw energii i górnictwa w resorcie przemysłu i energii. Od maja 1994 do maja 1996 pełnił funkcję ministra rolnictwa, rybołówstwa i żywności w czwartym rządzie Felipe Gonzáleza.
Po odejściu z polityki zajął się działalnością konsultingową w sektorze energetycznym, był prezesem fundacji Doñana 21. W latach 2004–2012 pełnił funkcję prezesa przedsiębiorstwa energetycznego Red Eléctrica de España.